# Mokrin
Mokrin (en serbe cyrillique : Мокрин ; en hongrois : Homokrév) est une localité de Serbie située dans la province autonome de Voïvodine. Elle fait partie de la municipalité de Kikinda dans le district du Banat septentrional. Au recensement de 2011, elle comptait 5 244 habitants.
Mokrin est officiellement classé parmi les villages de Serbie. Le nom de la localité provient de l'adjectif serbe mokar (au neutre mokro) qui signifie « humide ».

## Histoire
Une nécropole de la culture de Moriš (Maros / Mureș) de l'âge du bronze (2700–1500 av. J.-C.) comprenant 312 tombes a été mise au jour à Mokrin. Les tombes des hommes avaient de grands disques dorés placés au niveau de la poitrine. Seule une petite partie des tombes contenait des armes et des outils. La nécropole de Mokrin a été utilisée pendant 300 ans, environ 2100–1800 av. J.-C. Les grands cimetières bien conservés sont typiques des colonies de Maros, et Mokrin est l'une des plus grandes. Le modèle funéraire normatif à Mokrin consiste en des inhumations uniques. Les corps du défunt étaient placés dans une posture fléchie, face à l'est, tandis que l'orientation du corps au nord ou au sud variait selon le sexe. Alors que les femmes étaient placées du côté droit avec la tête orientée vers le sud, les mâles étaient placés du côté gauche avec la tête orientée vers le nord.
Le village de Mokrin était autrefois connu sous le nom de Homokrév et il était situé sur les bords de la rivière Harangoda, que l'on appelle aujourd'hui Zlatica ou Aranka.
Pendant les XIIIe et XIVe siècles, il appartint à de riches propriétaires hongrois. Selon un recensement fiscal turc pour les années 1557 et 1558, il y avait 30 foyers serbes dans le village.
Son nom actuel lui a été attribué en 1723. En 1778, Mokrin comptait 1 609 habitants. Au début du XXe siècle, la localité connut une période de prospérité économique due à sa position stratégique sur la ligne ferroviaire Szeged-Timişoara. À cette époque, la localité comptait 1 780 foyers et 9 279 habitants, dont 6 233 Serbes, 1 063 Allemands et 838 Hongrois.

## Démographie

### Évolution historique de la population
| 1948  | 1953  | 1961  | 1971  | 1981  | 1991  | 2002  | 2011  |
| ----- | ----- | ----- | ----- | ----- | ----- | ----- | ----- |
| 8 369 | 7 984 | 7 924 | 7 328 | 6 567 | 6 300 | 5 918 | 5 244 |

|  |

## Culture
Mokrin est célèbre dans la région pour son concours d'œufs de Pâques qui a lieu le dimanche de Pâques (selon le calendrier julien). Le concours est appelé Tucanijada.

## Tourisme
L'Église Saint-Michel-Archange de Mokrin, construite au milieu du XVIIIe siècle, est inscrite sur la liste des monuments culturels d'importance exceptionnelle de la Répbulique de Serbie ; l'iconostase de l'église a été peinte par Teodor Ilić Češljar.

## Personnalités
- Mika Antić (1932-1986), poète ;
- Vasa Stajić (1878-1947), philosophe et écrivain.